# Bonnœuvre
Bonnœuvre è un comune francese di 574 abitanti situato nel dipartimento della Loira Atlantica nella regione dei Paesi della Loira. Dal 1º gennaio 2018 è accorpato al nuovo comune di Vallons-de-l'Erdre, insieme ai comuni di Maumusson, Saint-Mars-la-Jaille, Saint-Sulpice-des-Landes, Vritz.

## Storia

### Simboli
Lo stemma è stato adottato nel 1753. Il motto in latino Auxilium meum a Domino ("il mio aiuto viene dal Signore") è tratto dal salmo 121,2.

## Società

### Evoluzione demografica
Abitanti censiti